# Haemin
Haemin Sunim (Daejeon, 12 de dezembro de 1973) é escritor e um dos professores de zen budismo mais influentes da Coreia do Sul, país onde seus livros venderam mais de 3 milhões de exemplares e são considerados obras populares não apenas para meditação, mas para superar os desafios da vida cotidiana.